# Indonéz ezerrúpiás érme
A 1000 IDR, 1000 rúpia vagy ezerrúpia értékű, Indonéziában használt érme jelenleg a legnagyobb forgalomban lévő Indonéz pénzérme. 1993 és 2010 között 2 változatban verték, 2010 óta csak egyszer, 2016-ban verték, emlékérmeként.

## Verziók[1]
| Előlap | Hátlap | Tömeg | Átmérő   | Vastagság | Anyag                   | Verési év(ek)   | Előlap                                 | Hátlap                                      |
| ------ | ------ | ----- | -------- | --------- | ----------------------- | --------------- | -------------------------------------- | ------------------------------------------- |
|        |        | 8,6 g | 26 mm    | 2,2 mm    | Nikkel, alumínium-bronz | 1993-1997, 2000 | KELAPA SAWIT, Pálma, RP 1000           | Címer, verési év, BANK INDONESIA            |
|        |        | 4,5 g | 24,15 mm | 1,6 mm    | Nikkelezett acél        | 2010            | BANK INDONESIA, címer, 1000 RUPIAH     | ANGKLUNG, verési év                         |
|        |        | 4,5 g | 24,15 mm | 1,6 mm    | Nikkelezett acél        | 2016            | BANK INDONESIA, 1000 RUPIAH, verési év | REPUBLIK INDONESIA, MR. I GUSTI KETUT PUDJA |